# 서금택
서금택(徐今澤, 1953년 3월 20일~)는 대한민국의 공무원 출신 정치인으로, 제2·3대 세종특별자치시의회 의원이다.

## 소속 정당
| 소속 정당 | 소속 정당      | 소속 기간 | 비고      |
| --------- | -------------- | --------- | --------- |
|           | 민주당         | 2013~2014 | 정계 입문 |
|           | 새정치민주연합 | 2014~2015 | 합당      |
|           | 더불어민주당   | 2015~2024 | 당명 변경 |
|           | 무소속         | 2024      | 탈당      |
|           | 국민의힘       | 2024      | 입당      |

## 학력
- 조치원 교동초등학교
- 조치원중학교
- 청주 세광고등학교
- 충청대학교

## 경력
- 연기군 제22대 남면장, 제22대 전의면장, 제22대 전동면장
- 연기군 환경보호과장, 자치행정과장
- 세종특별자치시청 행복나눔과장(지방서기관)
- 조치원발전위원회 위원
- 민주평화통일자문회의 자문위원
- 더불어민주당 세종특별자치시당 상무위원
- 더불어민주당 정책위원회 부의장
- 조치원중학교 장학재단 이사장
- 2014년 7월 1일~2018년 6월 30일: 제2대 세종특별자치시의회 의원
- 2018년 7월 1일~2022년 6월 30일: 제3대 세종특별자치시의회 의원
  - 2018년 7월 1일~2020년 6월 30일: 제3대 세종특별자치시의회 전반기 의장
- 2018년 7월~2019년 8월: 제16대 전국시도의회의장협의회 전반기 정책위원
- 2019년 8월~2020년 7월: 제16대 전국시도의회의장협의회 후반기 부회장
- 대한민국 제22대 국회의원 선거 세종특별자치시 을선거구 예비후보자
- 대한민국 제22대 국회의원 선거 세종특별자치시 을선거구 국민의힘 응답캠프 선거대책위원회 상임선거대책위원장

## 역대 선거 결과
|  | 58.57% |

|  | 51.38% |